# Hippodrome d’Achgabat
 (avril 2025).
Si vous disposez d'ouvrages ou d'articles de référence ou si vous connaissez des sites web de qualité traitant du thème abordé ici, merci de compléter l'article en donnant les références utiles à sa vérifiabilité et en les liant à la section « Notes et références ».
L′hippodrome d’Achgabat est un hippodrome dédié aux courses de chevaux de race Akhal-Teké, situé à Achgabat, capitale du Turkménistan. Originellement situé dans le quartier de Bedev, il est déménagé sur décision présidentielle en 2017. 
Les courses tenues sur cet hippodrome sont rediffusées dans tout le pays via la télévision nationale turkmène.
Lors d'une réunion de courses typique, les épreuves sont organisées du matin jusqu'au début de l'après-midi, et rassemblent en moyenne 10 chevaux sur chacune de la douzaine de courses.
Les paris sportifs sont théoriquement interdits au Turkménistan, mais les spectateurs locaux parient souvent entre eux sur ces courses.